# Городище (Цуманська селищна громада)
Городи́ще — село в Україні, у Луцькому районі Волинської області. Входить до складу Цуманської селищної громади. Населення становить 706 осіб.

## Історія
У 1906 році село Лаврівської волості Луцького повіту Волинської губернії. Відстань від повітового міста 6 верст, від волості 2. Дворів 52, мешканців 223.
До 4 вересня 2018 року село підпорядковувалось Сильненській сільській раді Ківерцівського району Волинської області.
19 липня 2020 року, в результаті адміністративно-територіальної реформи та ліквідації Ківерцівського району, село увійшло до складу Луцького району.

## Населення
Згідно з переписом УРСР 1989 року чисельність наявного населення села становила 806 осіб, з яких 406 чоловіків та 400 жінок.
За переписом населення України 2001 року в селі мешкало 825 осіб.

### Мова
Розподіл населення за рідною мовою за даними перепису 2001 року:
| Мова       | Відсоток |
| ---------- | -------- |
| українська | 99,88 %  |
| російська  | 0,12 %   |

## Пам'ятки
У селі розташовані ботанічні пам'ятки природи — «Дуб-велетень» і «Городищенські дуби».